# Спасите «Конкорд»!
«Спасите „Конкорд“!» (итал. Concorde Affaire '79) — художественный фильм 1979 года итальянского кинорежиссёра Руджеро Деодато.

## Сюжет
Фильм посвящён серии терактов и саботажей на самолетах «Конкорд» с целью снятия их с эксплуатации.
Конкуренты готовы на все, чтобы не допустить «Конкорд» на мировой рынок. Во время первого перегоночного полета из Лондона в Каракас новенький «Конкорд» по неизвестным причинам падает в воды Карибского моря, недалеко от острова Мартиника. Двое рыбаков находят единственную выжившую в авиакатастрофе бортпроводницу, Джин Бенетон, которую неизвестные забирают у них на яхту, а самих рыбаков убивают. Николь, экс-супруга журналиста Мозеса Броуди, звонит ему в Нью-Йорк и сообщает ему о том, что ей известны сенсационные подробности катастрофы, после чего Мозес вылетает на Антильские острова, чтобы расследовать трагедию. Там он узнает, что Николь погибла при странных обстоятельствах. Сам Мозес едва не погибает после нападения неизвестных тем же вечером. Его спасает Джорж, друг Николь. Джорж с Мозесом решают обследовать место падения самолёта в океан. Тем временем, преступники, удерживающие на яхте Джин с погибшего самолёта, решают взорвать его на дне океана.

## Прокат в СССР
«Спасите „Конкорд!“» — один из популярных зарубежных фильмов в советском прокате, он вышел в советский прокат в 1980 году и, по оценкам специалистов, собрал аудиторию примерно в 24,1 миллиона человек.

## В ролях
- Главные роли:
  - Джеймс Франсискус — Мозес Броуди, журналист
  - Мимзи Фармер — Джин Бенетон, бортпроводница разбившегося «Конкорда»
  - Франсиско Шарль — Жорж, друг Николь
- Организаторы саботажа «Конкорда»:
  - Джозеф Коттен — Милланд
  - Ренцо Мариньяно — Мартинес, советник Милланда
  - Эдмунд Пурдом — Данкер, человек Милланда
  - Венантино Венантини — Форсайт, глава наёмников Милланда
  - Оттавиано Делль’Акква — Джон, «правая рука» Форсайта
- На Антильских островах:
  - Фиамма Мальоне — Николь Броуди, бывшая жена журналиста Мозеса Броуди, хозяйка ресторана
  - Джон Стейси — американский консул
- Экипаж и пассажиры второго «Конкорда»:
  - Ван Джонсон — командир
  - Франческо Карнелутти — второй пилот
  - Роберто Санти — штурман
  - Алессандра Сторди — бортпроводница
  - Марио Маранцана — бородатый пассажир
  - Альдо Барберито — священник
  - Мария Д'Инкоронато — женщина, смотревшая на закат
- Авиационный персонал на земле:
  - Роберт Керман — старший авиадиспетчер в Лондоне
  - Майкл Гаунт — авиадиспетчер в Лондоне